# Christian Julius Frederik August Moltke
Christian Julius Frederik August Moltke (18. december 1787 i Asminderød – 19. november 1845 i Svendborg) var en dansk officer og embedsmand, far til Adam Frederik Moltke.
Han var søn af oberst, senere general Adam Ludvig Moltke og Margrethe Sophie Hauch, blev stykjunker, 1804 sekondløjtnant i artilleriet, 1808 karakteriseret premierløjtnant og 1810 virkelig premierløjtnant. Samme år fik han Ridderkorset for sin deltagelse i affæren 31. oktober ved Langeland, hvor han forsvarede tre kapere mod englænderne. 1813 blev Moltke karakteriseret kaptajn og 1816 stabskaptajn.
1818 blev Moltke exam.jur., tog 1819 afsked fra Hæren og blev samme år byskriver i Svendborg, herredsskriver i Sunds og Gudme Herreder og samme år kammerjunker. Fra 1833 var han også byfoged i Svendborg.
Han ægtede 3. september 1819 i Holmens Kirke Catharine Margrethe Dorothea Colding (3. november 1792 i Sakskøbing – 12. august 1873 i København), datter af Christen Holm Colding.